# Furness Library
De Furness Library, officieel de Fisher Fine Arts Library, is de bibliotheek van de Universiteit van Pennsylvania en is gelegen op diens campus in Philadelphia. De eerste steen werd in oktober 1888 gelegd en de bibliotheek was in 1891 voltooid. De bibliotheek is vernoemd naar architect Frank Furness die verantwoordelijk was voor het ontwerp van het gebouw. In 1972 werd het gebouw toegevoegd aan de National Register of Historic Places.

## Galerij

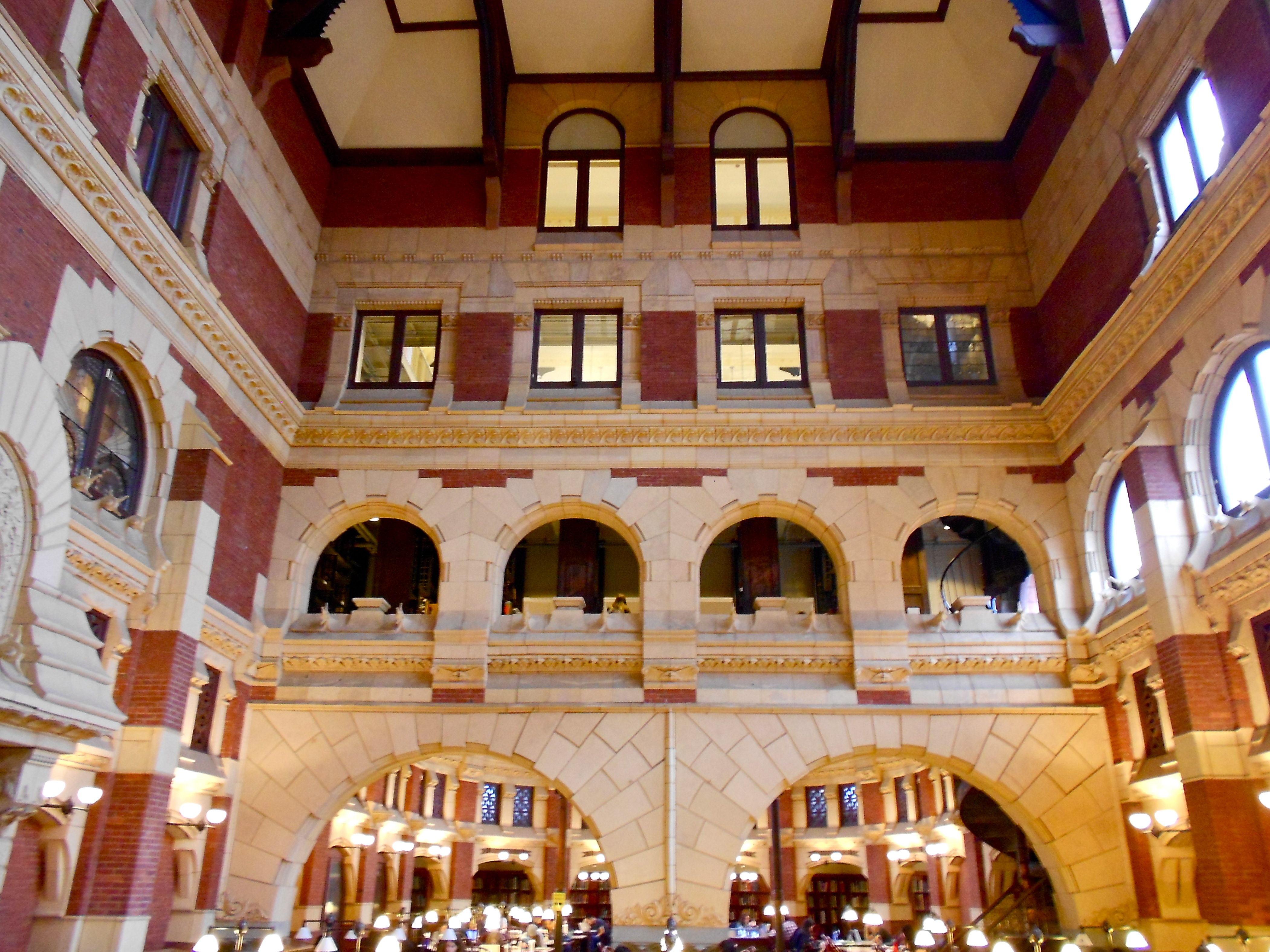
leeszaal
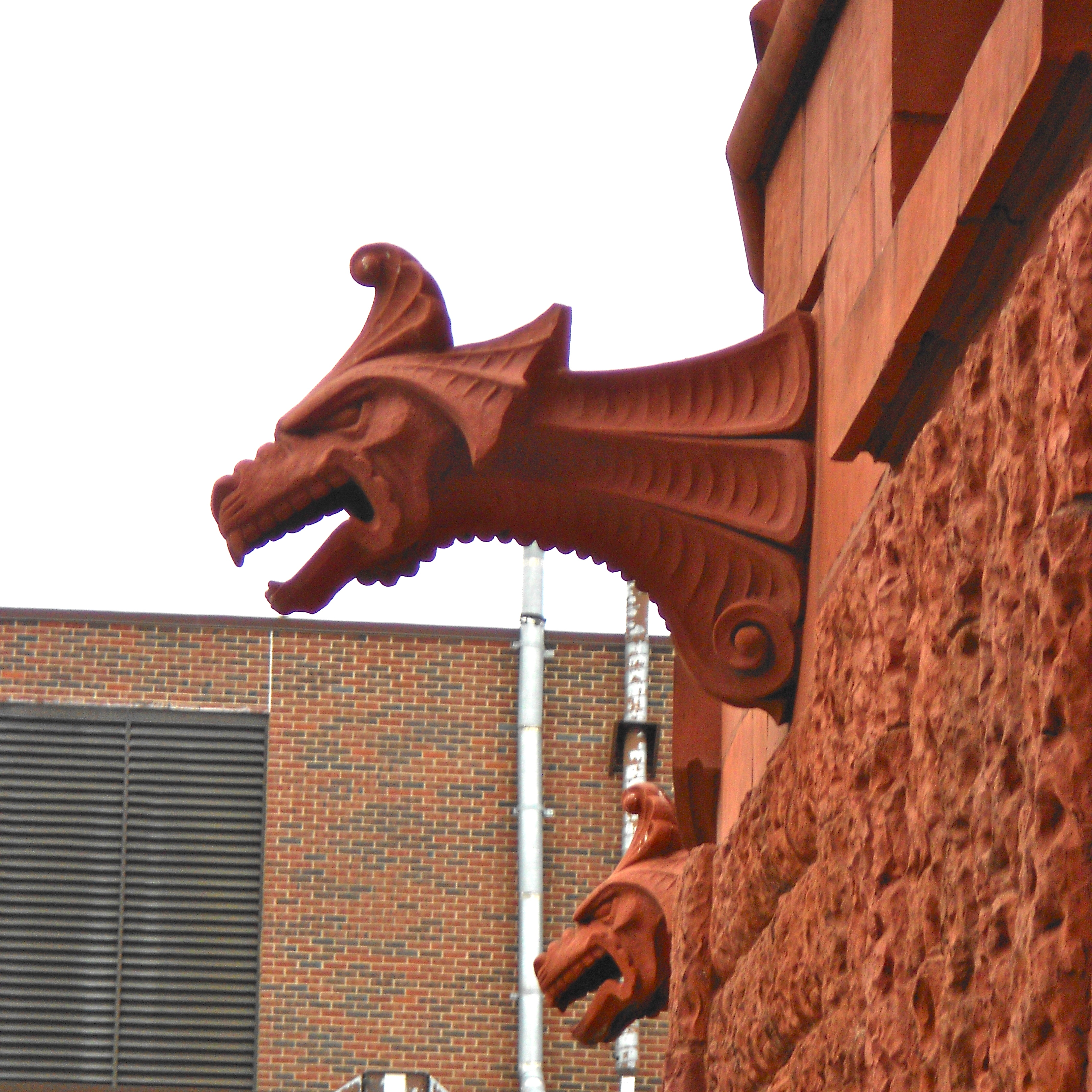
Waterspuwer
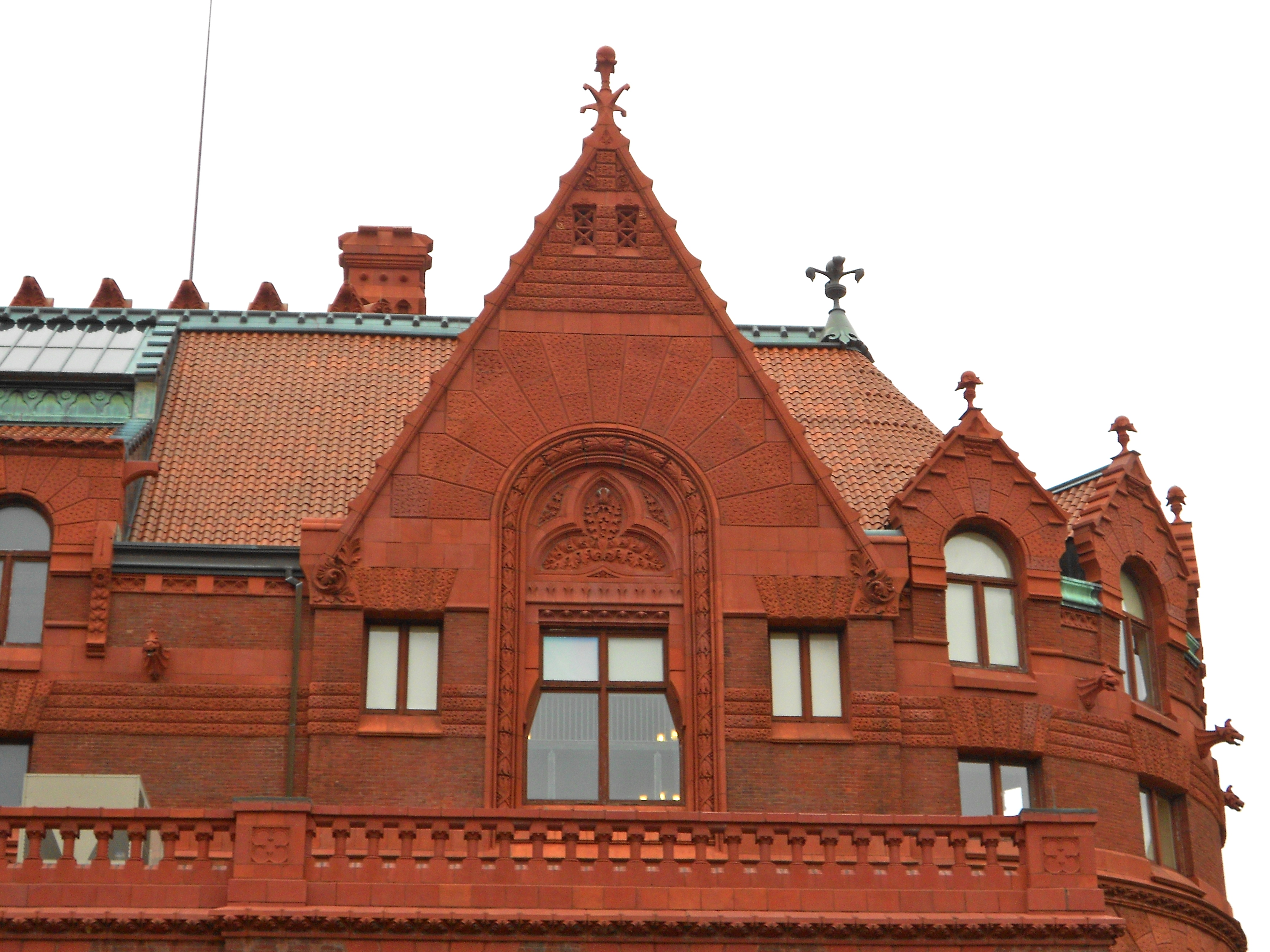
De oostgevel
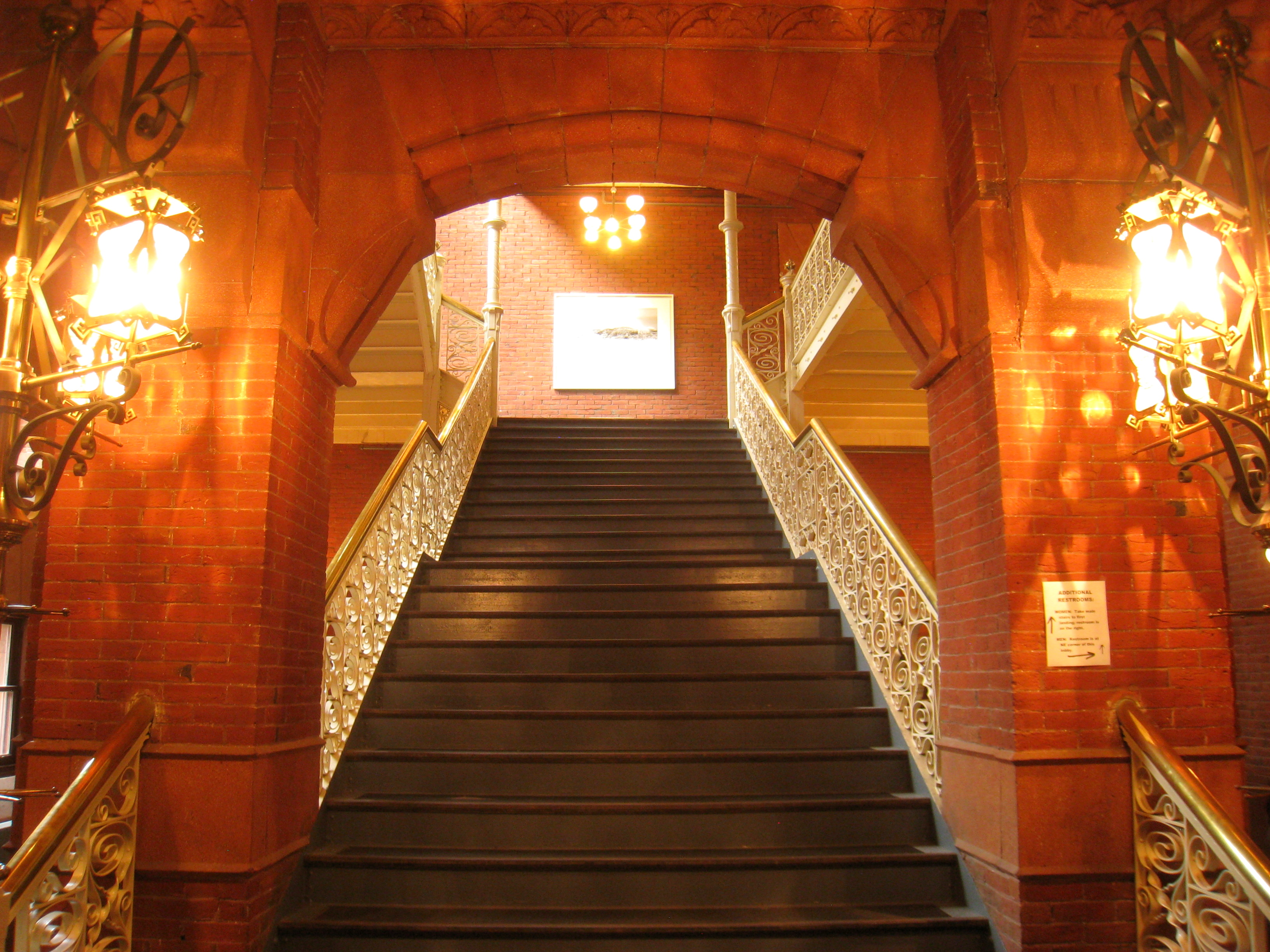
Trappenhal